# Llac Drūkšiai
El llac Drūkšiai o llac Drysvyaty (en lituà: Ežeras Drūkšiai; en belarús: Дрысвяты, pronunciat: [drɨˈsʲvʲatɨ]; en rus: Озеро Дрисвяты; en polonès: Dryświaty) és el més gran dels llacs de Braslau, situat al nord-est de Lituània i la província de Vítsiebsk, a Belarús. L'aigua del llac es feia servir per a refrigerar la central nuclear d'Ignalina.
La profunditat màxima del llac és de 33,3 m. i la mitjana de 7,6 m. El canal del llac es va formar per dues vies perpendiculars, que s'estenien de nord a sud i d'oest a est, durant el moviment glaciar. La profunditat màxima del primer llit era de 29 m. i el segon de 33,3 m. Les profunditats més grans estaven situades al mig del llac. L'aigua més baixa està en el cantó sud del llac, la profunditat del qual no excedeix de 3 a 7 m. A la vora del llac està situada la ciutat lituana de Visaginas. Sis rius petits desemboquen al llac, i un de gros i contingut en una presa d'aigua en surt.